# Pierre Spengler
Pour les articles homonymes, voir Spengler.
Pierre Spengler, né le 5 juin 1947, est un producteur français de cinéma.

## Biographie
Pierre Spengler commence à travailler dans l'industrie cinématographique en 1964. Il s'associe aux productions Salkind entre 1972 et 1985. Aux côtés d'Alexander et Ilya Salkind, il rachète en 1974 les droits d'adaptation pour le cinéma de Superman auprès de DC Comics ; s'ensuivent trois films, dont Superman, entre 1978 et 1983.
Il est consultant sur le film Supergirl (1984). Il devient producteur indépendant en 1986. 
En 2004, il se porte acquéreur de la maison d'édition Les Humanoïdes Associés afin d'en développer les franchises. Il est le producteur associé des Métal Hurlant Chronicles (2012).

## Filmographie
- 2024 : Super/Man : L'Histoire de Christopher Reeve (Super/Man: The Christopher Reeve Story) (documentaire) de Ian Bonhôte et Peter Ettedgui : lui-même